# A Boy and His Dog
A Boy and His Dog (bra: O Menino e Seu Cachorro; prt: Um Rapaz e o Seu Cão) é um filme estadunidense de 1975, dos gêneros comédia dramática e ficção científica, dirigido por L.Q. Jones, com roteiro do próprio Jones baseado no romance A Boy and His Dog, de Harlan Ellison.